# سيالوبروتين العظم
سيالوبروتين العظم (بالإنجليزية: Bone sialoprotein)‏ واختصارا (BSP) هو مكون للأنسجة الممعدنة مثل العظم، العاج، الملاط والغضروف المكلَّس. سيالوبروتين العظم مكون مهم للمطرس خارج الخلوي العظمي واقتُرح أنه يكوِّن حوالي 8% من جميع البروتينات غير الكولاجينية المتواجدة في العظم والملاط. ينتمي سيالوبروتين العظم إلى بروتينات سيبلينغ، واستُخلص أول مرة من اللحاء العظمي البقري كبروتين سكري وزنه 23 كدا مع محتوى عالي من حمض السياليك.
النظير البشري لسيالوبروتين العظم يسمى سيالوبروتين العظم 2 ويُعرف كذلك السيالوبروتين المرتبط بالخلايا أو السيالوبروتين المرتبط بالإنتغرين ويُشفر بواسطة الجين IBSP.